# Ecke Fritz-Erler-Straße und Carl-Friedrich-Goerdeler-Straße

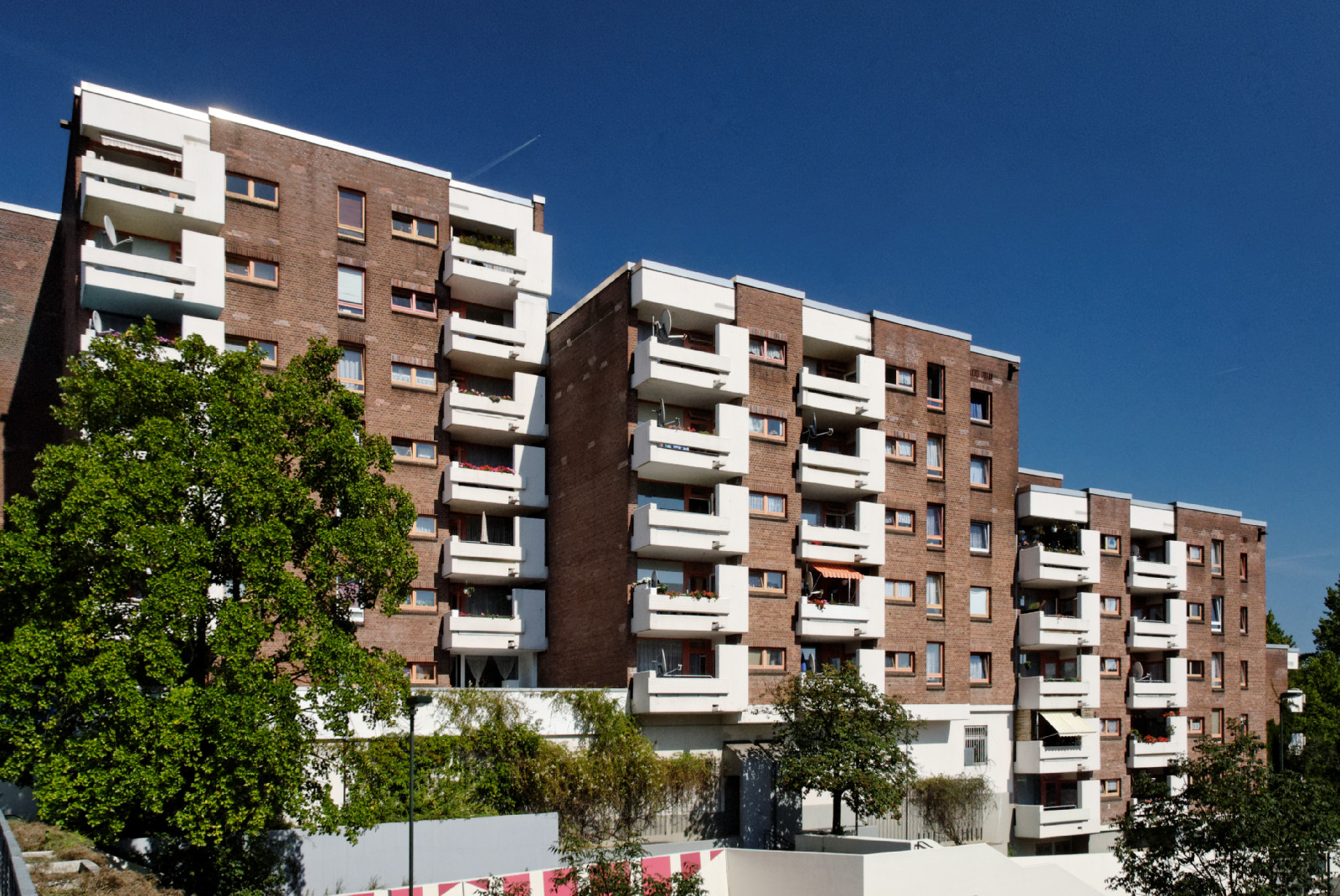
Wohnhäuser

Das Gebäude an der Ecke Fritz-Erler-Straße und Carl-Friedrich-Goerdeler-Straße in Düsseldorf-Garath ist ein Wohnhaus.

## Geschichte und Aussehen
Das Haus wurde 1970/1972 vom Architekturbüro Dansard-Hellenkamp-Kalenborn in Massivbauweise in Mauerwerk mit Balkonbrüstungen in Sichtbeton erbaut. Die Holzbrüstungen wurden braun gestrichen. Laut Michaela Kalusok wählte man „eine explizit solide, gediegene Bauweise, die keinerlei Spielraum zuließ für architektonische Experimente oder Reformen“.
Bauherr des drei- bis neungeschossigen Wohngebäudekomplexes im Süden der Fritz-Erler-Straße war die Neue Heimat NRW. Die Gebäude sind raumbildend zur Hauptfußgängererschließung zum S-Bahnhof Garath und raumbildend auch nach Süden zum Gartenhof und Spielplatz. Jeweils vier Wohnungen unterschiedlicher Größe werden von einem Treppenhaus mit Aufzug erschlossen.